# Polysphincta boops
Polysphincta boops är en stekelart som beskrevs av Tschek 1869. Polysphincta boops ingår i släktet Polysphincta och familjen brokparasitsteklar. Arten är reproducerande i Sverige. Inga underarter finns listade i Catalogue of Life.